# Zalužany
Zalužany (en allemand : Saluschan) est une commune du district de Příbram, dans la région de Bohême-Centrale, en République tchèque. Sa population s'élevait à 324 habitants en 2020.

## Géographie
Zalužany se trouve à 10 km à l'est-sud-est de Březnice, à 17,3 km au nord-est de Příbram et à 65 km au sud-sud-ouest de Prague.
La commune est limitée par Chraštice au nord, par Kozárovice au nord et à l'est, par Lety à l'est et au sud, et par Horosedly et Mirovice à l'ouest.

## Histoire
La première mention écrite de la localité date de 1291.

## Transports
Par la route, Zalužany se trouve à 13 km de Březnice, à 19,5 km de Příbram et à 73 km de Prague.